# Rems
Rems je priimek več znanih Slovencev:
- Anton Rems (1932 - 2019), pravnik, vrhovni sodnik, Pučnikova priča
- Fedor Rems (1932 - 2022), tehnik, snemalec in pionir RTV Slovenija
- Iztok Rems (*1958), mednarodni košarkarski sodnik
- Janez Rems (1916 -?), kmet, udeleženec Zbora odposlancev slovenskega naroda v Kočevju
- Miloš Rems - Marko, VOS-ovec v Ljubljani
- Miran Rems (*1956), zdravnik kirurg in prostozidar
- Olga Rems, TV-napovedovalka in voditeljica
- Tadej Rems (*1993), nogometaš